# Małgorzata Ścisłowicz

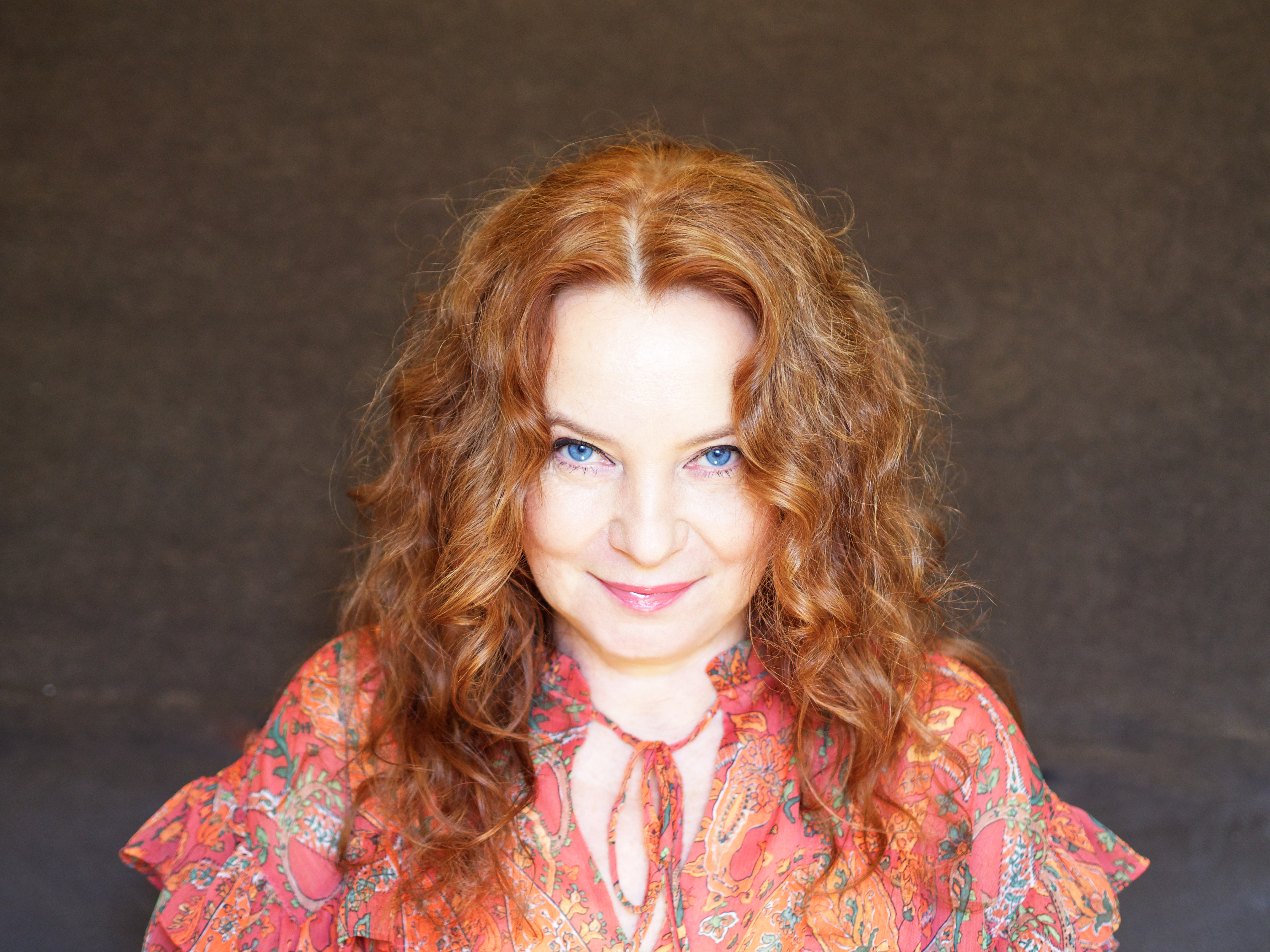
Małgorzata Ścisłowicz 2022

Małgorzata Ścisłowicz (ur. w Krakowie), także jako Melody Lovich – polska aktorka teatralna i filmowa, aktorka dubbingowa, poetka, scenarzystka, asystentka reżysera. 

## Życiorys
Mieszkała w Krakowie, Warszawie, wiele lat spędziła w Londynie i Paryżu. Studiowała aktorstwo w Bernard Hiller Master Class, MUSA w Londynie (postgraduate acting) oraz Contemplative Arts & Creativity we Francji. W Londynie grała w filmach i sztukach teatralnych, była związana ze Sceną Polską UK Heleny Kaut-Howson i White Horse Theatre. Współpracowała z National Film & Television School, a także szkocką Scottish Film School. Uczyła się śpiewu w Morley College pod kierunkiem Clare Foster. Ukończyła interdyscyplinarne studia doktoranckie w Instytucie Filologii Polskiej na Uniwersytecie Jagiellońskim. Zagrała m.in. w Butterfly Kisses (wraz z Leigh Gillem), filmie, który został nagrodzony Kryształowym Niedźwiedziem na międzynarodowym festiwalu w Berlinie 2017 oraz w Underground (wraz z Karlem Johnsonem).
Jest autorką poematu „Katedra z biustem” (Pamiętnik Literacki LI, Londyn 2016, Pamiętnik Literacki LIV, Londyn 2017) przetłumaczonego na język angielski przez Charlesa S. Kraszewskiego „Cathedral with a Bust. A Verse Drama in Three Acts”.
Odznaczona medalem „Pro Patria”.

## Filmografia

### Aktorka
- 2021: Jakoś to będzie[12][13] (reż. Sylwester Jakimow) – jako Maria
- 2020: Ostatnia kropla (reż. Jakub Półtorak) – jako terapeutka
- 2020: Święcenia szatańskie (reż. Aleksander Pakulski) – jako Diablica
- 2019: Świadomość lalki (reż. Michał Wójcicki) – jako Blanka (głos postaci animowanej)
- 2018: Na sygnale, Serial fabularny, POJEDYNEK (211) – jako Dagmara
- 2018: Szkoda całkowita (reż. Jagoda Madej[14]) – jako pielęgniarka
- 2018: Ślad, Serial fabularny (34) – jako Sylwia Brzozakiewicz
- 2017: Butterfly kisses (reż. Rafael Kapelinski[14]) – jako Caroline
- 2016: Druga szansa, Serial fabularny, SEKRETY I KŁAMSTWA (9) – recepcjonistka Anna
- 2016: Humani[15][16], Teatr telewizji (reż. Katarzyna Trzaska[14]) – jako właścicielka Humana
- 2016: Na noże, Serial fabularny (13)
- 2016: Ojciec Mateusz, Serial fabularny, Wahadełko (212) – jako kuzynka Heleny
- 2015: Ależ masz, bracie, szczęście – Teatr Polskiego Radia[17] – jako Marysia
- 2015: Feinweinblein – Teatr Polskiego Radia[17]
- 2009: Plebania, Serial fabularny (1369) – jako złodziejka
- 2009: The way to macondo (reż. Chico Pereira[18]) – jako Aneta
- 2009: Underground (reż. Oonagh Kearney[19]) – jako Sylvane (w napisach jako Melody Lovich)
- 2007: Kongola[20] (reż. Sylwester Jakimow) – jako Lukrecja
- 2004: Ono (reż. Małgorzata Szumowska) – jako Druhna
- 2004: Wesele (reż. Wojtek Smarzowski) – jako Druhna
- 2003 – 2021: Na Wspólnej (2410), serial fabularny – jako wychowawczyni
- 2002: Dzień świra (reż. Marek Koterski) – jako pielęgniarka w przychodni
- 2002: Wszyscy święci (z cyklu ŚWIĘTA POLSKIE), (reż. Andrzej Barański) – jako pielęgniarka w szpitalu w Jędrzejowie
- 2001: Tego lata... (reż. Emil Graffman[21]) – jako Justyna
- 1999: Chciałam (reż. Mateusz Dymek[14]) – jako Maja
- 1997 – 2022: Klan, Serial fabularny – 2 role: pacjentka bioenergoterapeutki Leokadii (sezon 2001/2002); jako Halina Święcka (sezon 2016/2017)

### Prace reżyserska
- 1994: Co się właściwie stało Betty Lemon? – asystentka reżysera (reż. Tomasz Wiszniewski) – spektakl telewizyjny
- 1994: Prezydent – asystentka reżysera – spektakl telewizyjny
- 1993: Dzieci słońca – asystentka reżysera (reż. Andrzej Domalik) – spektakl telewizyjny
- 1994: Wrony – reżyser II (reż. Dorota Kędzierzawska) – film fabularny
- 1991: Diabły, diabły – współpraca reżyserska (reż. Dorota Kędzierzawska) – film fabularny

### Scenariusze
- 2021: Ewa, ta od jabłka (wraz z Pawliną Carlucci-Sforza[14])
- 2019: Katedra (wraz z Karolem Lemańskim[14])

## Odznaczenia
- Medal „Pro Patria” za walkę opozycyjną i szczególne zasługi w kultywowaniu pamięci o walce o niepodległość[11][9][10].